# هولمسویل (نبراسکا)

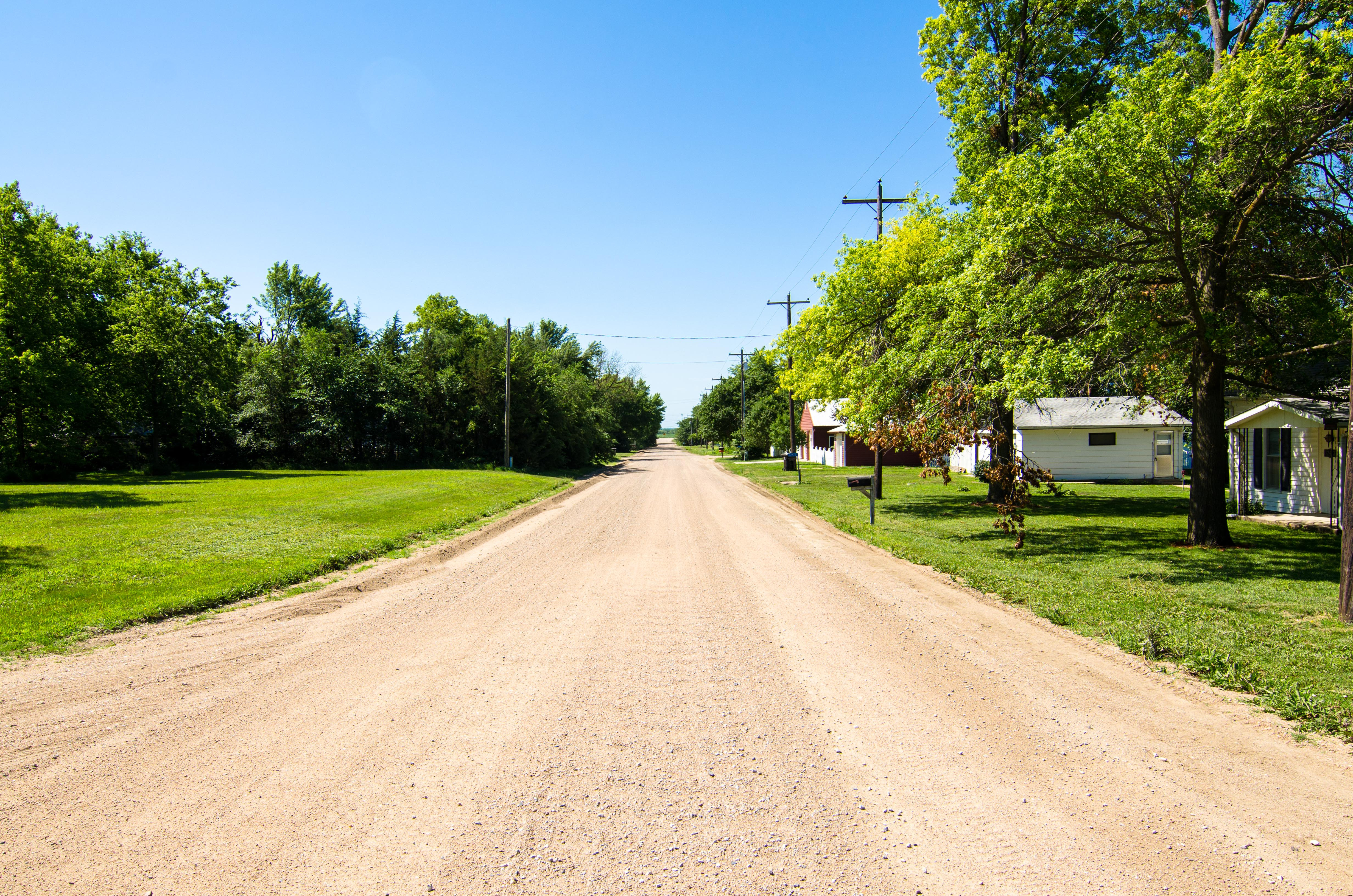
street

هولمسویل(به انگلیسی: Holmesville) شهری در ایالت نبراسکا کشور ایالات متحده آمریکا است که جمعیت آن در سرشماری سال ۲۰۱۰ میلادی، ۵۱ نفر بوده‌است.